# Paillet
Paillet är en kommun i departementet Gironde i regionen Nouvelle-Aquitaine i sydvästra Frankrike. Kommunen ligger i kantonen Cadillac som tillhör arrondissementet Langon. År 2022 hade Paillet 1 192 invånare.

## Befolkningsutveckling
Antalet invånare i kommunen Paillet
Referens:INSEE